# Ograniczenia stosowania nawozów mineralnych
Ograniczenia stosowania nawozów mineralnych – regulacje prawne mające na celu zmniejszenie zużycia nawozów mineralnych, w tym zwłaszcza nawozów azotowych, które pozostają w ścisłym związku z zanieczyszczeniem środowiska naturalnego.

## Regulacje europejskie dotyczące nawozów
Rozporządzeniem Parlamentu Europejskiego i Rady z 2003 r. o nawozach wprowadzono wspólnotowe prawodawstwo dotyczące nawozów. Rozporządzenie wskazuje, że w każdym państwie członkowskim nawozy muszą odznaczać się ustalonymi charakterystykami technicznymi, ustanowionymi obowiązującymi przepisami prawnymi. Przepisy te dotyczą zwłaszcza składu i definicji typów nawozów, oznakowania tych typów, ich identyfikacji oraz pakowania. 
W rozporządzenie stwierdzono, że azotan amonu stanowi podstawowy składnik wielu produktów, z których niektóre przeznaczone są do użycia jako nawozy. Biorąc pod uwagę ten szczególny charakter nawozów o wysokiej zawartości azotu na bazie azotanu amonu oraz wynikające z niego wymogi dotyczące bezpieczeństwa publicznego, zdrowia i ochrony pracowników, konieczne było ustanowienie dodatkowych przepisów wspólnotowych dla nawozów tego typu. Wprowadzone dla nich specjalne oznakowanie nawóz WE – stanowi ono potwierdzenie spełniania wymogów Unii Europejskiej stawianych tym substancjom. Certyfikat zgodności z typem nawozu oznacza, że:
- dotyczy nawozów nieorganicznych w rozumieniu Rozporządzenia (WE) nr 2003/2003[1];
- zapewnia swobodny obrót w Krajach Unii Europejskiej.

W rozporządzeniu Parlamentu Europejskiego i Rady z 2019 r. o udostępnianiu na rynku produktów nawozowych potwierdzono, że warunki udostępniania nawozów na rynku wewnętrznym zostały częściowo zharmonizowane rozporządzeniem (WE) nr 2003/2003 Parlamentu Europejskiego i Rady. Rozporządzenie z 2019 r. reguluje wyłącznie nawozy wydobyte z ziemi lub wytworzonych chemicznie z materiałów nieorganicznych. Wskazano, że zachodzi potrzeba, by do celów nawożenia wykorzystywać materiały pochodzące z recyklingu lub materiały organiczne. Stwierdzono, by nawozy o wysokiej zawartości azotu na bazie azotanu amonu nie zagrażały bezpieczeństwu, ani nie były wykorzystywane do innych zastosowań, niż przewidziano w przepisach. 
Wymogi stawiane produktom nawozowym to:
- spełnianie wymogów określonych dla odpowiedniej kategorii funkcji produktu (zgodnie załącznikiem I rozporządzenia);
- spełnianie wymogów dla odpowiedniej kategorii materiału składowego (zgodnie z załącznikiem II rozporządzenia);
- etykietowanie zgodne z wymogami dotyczących etykietowania (zgodnie z załącznikiem III rozporządzenia).

## Strategia Unii Europejskiej „Od pola do stołu”
Komisja Europejska w 2020 r. przyjęła Komunikat w sprawie Strategii „od pola do stołu” na rzecz sprawiedliwego, zdrowego i przyjaznego dla środowiska systemu żywnościowego.
Strategia „Od pola do stołu” jest elementem Zielonego Ładu. Uwzględnia ona w kompleksowy sposób wyzwania związane ze zrównoważonymi systemami żywnościowymi i podkreśla znaczenie związków między zdrowiem ludzi, zdrowiem społeczeństwa i zdrowiem planety. Strategia zakłada cele, takie jak: redukcja zużycia pestycydów, antybiotyków i nawozów, zwiększenia udziału rolnictwa ekologicznego. Realizacja tych założeń wymagać będzie wielorakich dostosowań technologicznych, głównie o charakterze inwestycyjnym, wymagających szerokiego transferu nowej wiedzy, a przede wszystkim wysokich kosztów dostosowawczych.

## Regulacje krajowe dotyczące nawozów
W rozporządzeniu Rady Ministrów z 2020 r. dotyczących zmniejszenia zanieczyszczenia wód azotanami pochodzącymi ze źródeł rolniczych ustalono ograniczenie rolniczego wykorzystania nawozów, tym:
- rolnicze wykorzystanie nawozów na glebach zamarzniętych, zalanych wodą, nasyconych wodą lub przykrytych śniegiem;
- warunki rolniczego wykorzystania nawozów w pobliżu wód powierzchniowych;
- warunki rolniczego wykorzystania nawozów na terenach o dużym nachyleniu;
- okresy nawożenia;
- warunki przechowywania nawozów naturalnych oraz postępowanie z odciekami;
- dawki i sposoby nawożenia azotem;
- sposób dokumentowania realizacji programu.

### Najważniejsze zasady stosowania nawozów mineralnych
Zgodnie z obwieszczeniem Ministra Rolnictwa i Rozwoju Wsi z 2019 r. w sprawie szczegółowego sposobu stosowania nawozów oraz prowadzenia szkoleń z zakresu ich stosowania przyjęto:
- przy ustalaniu dawek nawozów należy brać pod uwagę potrzeby pokarmowe roślin oraz zasobność gleby w składniki pokarmowe,
- nawozy stosuje się równomiernie na całej powierzchni pola w sposób wykluczający nawożenie pól i upraw do tego nie przeznaczonych,
- nawozy stosuje się w sposób, który nie zagraża zdrowiu ludzi lub zwierząt lub środowisku,
- nawozy (z wyjątkiem gnojowicy) na gruntach rolnych stosuje się w odległości co najmniej 5 m od brzegu jezior i zbiorników wodnych o powierzchni do 50 ha; cieków wodnych; rowów (z wyłączeniem rowów o szerokości do 5 m liczonej na wysokości górnej krawędzi brzegu i rowu), kanałów;
- nawozy stosuje się na gruntach rolnych w odległości co najmniej 20 m od brzegu jezior i zbiorników wodnych o powierzchni powyżej 50 ha; stref ochronnych ujęć wody oraz obszaru pasa nadbrzeżnego.

Nawozy azotowe mineralne na obszarach szczególnie narażonych (OSN) stosuje się:
- na gruntach ornych i w uprawach wieloletnich od 1 marca do 15 listopada,
- na łąkach trwałych i pastwiskach trwałych od 1 marca do 15 sierpnia.

Zabrania się stosowania nawozów:
- na glebach zalanych wodą, przykrytych śniegiem, zamarzniętych do głębokości 30 cm oraz podczas opadów deszczu.